# Dyskografia Judy Garland
Judy Garland rozpoczęła nagrywać single swoich przebojów dla Decca Records od połowy lat 30. XX wieku. Od 1955 roku Garland zaczęła nagrywać albumy dla Capitol Records. Jej pierwszy album osiągnął 3. miejsce w zestawieniu Billboard 200. Album Judy at Carnegie Hall przez 95 tygodnie utrzymywał się na liście Billboardu (w tym przez 13 tygodni na miejscu 1.), uzyskał status złotej płyty oraz otrzymał cztery nagrody Grammy (w tym w kategoriach: Album of the Year i Best Female Vocal Performance).

## Albumy
(Następujące albumy wydano w postaci 12-calowych płyt długogrających, o ile nie zaznaczono inaczej. Wszystkie wydała wytwórnia Capitol Records, o ile nie zaznaczono inaczej.)
- 1950 Summer Stock (10-calowa ścieżka dźwiękowa do filmu Summer Stock), MGM Records
- 1954 Narodziny gwiazdy (ścieżka dźwiękowa do filmu Narodziny gwiazdy), Columbia Records
- 1955 Miss Show Business
- 1956 Judy
- 1957 Alone
- 1958 Judy in Love
- 1959 Garland at the Grove (koncertowy, fragmenty nagrane 23 lipca 1958 roku, wydany 2 lutego 1959)
- 1959 The Letter
- 1960 That's Entertainment!
- 1960 Pepe (ścieżka dźwiękowa do filmu Pepe) (jedna piosenka Garland: „Faraway Part of Town”), Colpix Records
- 1961 Judy at Carnegie Hall (dwupłytowy album koncertowy, nagrany  23 kwietnia 1961 roku, wydany 10 lipca 1961)
- 1962 Judy Takes Broadway (nagrany 26 kwietnia 1962, oficjalnie wydany na CD 20 czerwca 1989 roku ze zmienionym tytułem: Judy Garland Live!)
- 1962 The Garland Touch
- 1962 Gay Purr-ee (ścieżka dźwiękowa do filmu Gay Purr-ee), Warner Bros. Records
- 1963 I Could Go On Singing (ścieżka dźwiękowa do filmu I Could Go On Singing)
- 1963 Three Billion Millionaires (jedna piosenka Garland: „One More Lamb”), United Artists Records
- 1964 Just for Openers (ścieżka dźwiękowa do występów telewizyjnych Judy Garland)
- 1964 Judy Garland Sings Maggie May (EP), EMI Records (wydany w Wielkiej Brytanii; cztery utwory zostały oficjalnie wydane w Stanach Zjednoczonych przez Capitol Records na składance z 2002 roku: Classic Judy Garland: The Capitol Years 1955-1965; na płycie kompaktowej)
- 1965 Judy Garland and Liza Minnelli Live at the London Palladium (dwudyskowy album koncertowy, fragmenty nagrane 8 listopada 1964 roku; wydany 25 lipca 1965)
- 1967 Judy Garland at Home at the Palace: Opening Night, ABC Records (fragmenty nagrane 31 lipca, 1 i 2 sierpnia 1967 roku)
- 1969 Judy. London. 1969., Juno Records (fragmenty nagrane w styczniu 1969 roku)
- 1972 Judy in London (album dwudyskowy; nagrywany 2, 3, 4, 5 i 8 sierpnia 1960 roku w londyńskim studiu EMI Records; reedycja wydana w 1992 przez Capitol Records na pojedynczej płycie CD)

## Piosenki w filmach
Piosenki stworzone specjalnie na potrzeby filmów, wykonywane oryginalnie przez Judy Garland:
- 1936 „Americana”, Every Sunday
- 1939 „Over the Rainbow”, Czarnoksiężnik z Oz (słowa: E.Y. Harburg, muzyka: Harold Arlen; laureat Oscara za najlepszą oryginalną piosenkę filmową)
- 1939 „Good Morning”, Babes in Arms
- 1940 „Our Love Affair”, Strike Up the Band
- 1940 „It's A Great Day for the Irish”, Little Nellie Kelly[3]
- 1941 „How About You?”, Laski na Broadwayu
- 1944 „The Trolley Song”, Spotkamy się w St. Louis
- 1944 „The Boy Next Door”, Spotkamy się w St. Louis
- 1944 „Have Yourself a Merry Little Christmas”, Spotkamy się w St. Louis
- 1946 „On the Atchison, Topeka and the Santa Fe”, Dziewczęta Harveya
- 1948 „Be a Clown”, Pirat
- 1949 „Merry Christmas”, Dziewczyna z Chicago
- 1954 „The Man That Got Away”, Narodziny gwiazdy
- 1960 „Faraway Part of Town”, Pepe (sł.: Dory Previn, muz.: André Previn; nominowana do Oscara za najlepszą oryginalną piosenkę filmową)
- 1962 „Paris is A Lonely Town”, Gay Purr-ee
- 1963 „I Could Go On Singing”, I Could Go On Singing

## Kompilacje
- 1986 America’s Treasure
- 1987 The Best of Judy Garland
- 1990 The Best of the Decca Years Volume 1 – Hits!
- 1991 The Great MGM Stars: Judy Garland
- 1992 The Last Years 1965 – 1969: It's All for You
- 1993 Judy Garland – Child of Hollywood (reedycja w 2000 roku jako '21 Hollywood Hits')
- 1993 The Ladies of the 20th Century: Judy Garland
- 1994 Legends: Judy Garland
- 1994 The Complete Decca Masters
- 1995 Great Ladies of Song: Spotlight on Judy Garland
- 1996 You Made Me Love You
- 1996 Collectors Gems from the MGM Films
- 1997 Judy Duets (reedycja w 2005 roku)
- 1998 Judy: A Musical Anthology
- 1998 Judy Garland in Hollywood – Her Greatest Movie Hits
- 1999 The One and Only Judy Garland
- 1999 20th Century Masters – The Millennium Collection: The Best of Judy Garland
- 2001 Over the Rainbow: The Very Best of Judy Garland
- 2004 EMI Comedy: Judy Garland
- 2005 That Old Feeling: Classic Ballads from The Judy Garland Show
- 2006 Great Day! Rare Recordings from the Judy Garland Show
- 2006 The Essential Judy Garland
- 2007 The Letter
- 2007 The Very Best of Judy Garland
- 2008 Judy Garland: Classiques et inédits 1929-1956
- 2010 Judy Garland – Lost Tracks 1929-1959
- 2011 Judy Garland: Smilin' Through – The Singles Collection 1936-1947
- 2011 Judy Garland: The London Studio Recordings, 1957-1964
- 2013 Judy Garland: Creations 1929-1962 – Songs She Introduced
- 2014 Judy Garland: The Garland Variations

## Single
| Rok       | Tytuł                                                                                         | Katalog         | Rok       | Tytuł                                                                             | Katalog                           |
| --------- | --------------------------------------------------------------------------------------------- | --------------- | --------- | --------------------------------------------------------------------------------- | --------------------------------- |
| 1936      | Swing Mr. Charlie / Stompin' at the Savoy                                                     | Decca 848       | 1945      | This Heart of Mine / Love                                                         | Decca 18660                       |
| 1937      | Everybody Sing                                                                                | Decca 1332      | 1945      | Smilin' Through / You'll Never Walk Alone                                         | Decca 23539                       |
| 1937      | All God’s Chillun Got Rhythm / Everybody Sing                                                 | Decca 1432      | 1945      | In the Valley (Where the Evening Sun Goes Down) / When the Evening Sun Comes Down | Decca 23438                       |
| 1937      | (Dear Mr. Gable) You Made Me Love You / You Can't Have Everything                             | Decca 1463      | 1945      | Round and Round                                                                   | Decca 23459                       |
| 1938      | Cry, Baby, Cry / Sleep, My Baby, Sleep                                                        | Decca 1796      | 1945      | It's a Great Big World (z Virginią O’Brien i Betty Russell)                       | Decca 23460                       |
| 1938      | It Never Rains But It Pours / Ten Pins in the Sky                                             | Brunswick 02656 | 1946      | For You, For Me, Forevermore / Aren't You Kinda Glad We Did? (z Dickiem Haymesem) | Decca 23687                       |
| 1939      | Over the Rainbow / The Jitterbug                                                              | Decca 2672      | 1946      | Changing My Tune                                                                  | Decca 23688                       |
| 1939/1937 | Over the Rainbow / (Dear Mr. Gable) You Made Me Love You                                      | MGM-KGC 166     | 1946      | There Is No Breeze / Don't Tell Me That Story                                     | Decca 23746                       |
| 1939      | Embraceable You / Swanee                                                                      | Decca 2881      | 1947      | I Wish I Were in Love Again / Nothing but You                                     | Decca 24469                       |
| 1939      | Zing! Went the Strings of My Heart / Fascinatin' Rhytm                                        | Decca 18543     | 1947      | Look For the Silver Lining                                                        | MGM 30002                         |
| 1939      | In Between / Sweet Sixteen                                                                    | Decca 15045     | 1947      | Who?                                                                              | MGM 30003                         |
| 1939      | Oceans Apart / Figaro                                                                         | Decca 2873      | 1947      | Look For the Silver Lining                                                        | MGM 30431                         |
| 1940      | Friendship (z Johnnym Mercerem) / The Wearing of the Green                                    | Decca 3165      | 1948      | Be a Clown                                                                        | MGM 30097                         |
| 1940      | Buds Won't Bud / I'm Nobody's Baby                                                            | Decca 3174      | 1948      | Love of My Life / You Can Do No Wrong                                             | MGM 30098                         |
| 1940      | The End of the Rainbow                                                                        | Decca 3231      | 1948      | Mack the Black                                                                    | MGM 30099                         |
| 1940      | Our Love Affair / I'm Always Chasing Rainbows                                                 | Decca 3593      | 1948      | Johnny One Note / I Wish I Were in Love Again                                     | MGM 30172                         |
| 1940      | It's a Great Day for the Irish / A Pretty Girl                                                | Decca 3604      | 1948      | Easter Parade / A Fella With an Umbrella (z Peterem Lawfordem)                    | MGM 30185                         |
| 1941      | The Birthday of a King / Star of the East                                                     | Decca 4050      | 1948      | A Couple of Swells / Medley (z Fredem Astaire'm)                                  | MGM 30186                         |
| 1941      | How About You? / F.D.R. Jones                                                                 | Decca 4072      | 1948      | Better Luck Next Time                                                             | MGM 30187                         |
| 1941      | Poor You / Last Call For Love                                                                 | Decca 18320     | 1949      | Put Your Arms Around Me, Honey / Meet Me Tonight in Dreamland                     | MGM 50025                         |
| 1942      | For Me and My Gal/ When You Wore a Tulip (z Genem Kellym)                                     | Decca 18480     | 1949      | Play That Barbershop Chord / I Don't Care                                         | MGM 50026                         |
| 1942      | I Never Knew / On the Sunny Side of the Street                                                | Decca 18524     | 1950      | Happy Harvest / If You Feel Like Singing                                          | MGM 3025                          |
| 1942      | That Old Black Magic / Poor Little Rich Girl                                                  | Decca 18540     | 1950      | Friendly Star / Get Happy                                                         | MGM 30254                         |
| 1943      | Could You Use Me? / Embraceable You                                                           | Decca 23303     | 1953      | Send My Baby Back to Me / Without a Memory                                        | Columbia 40010                    |
| 1943      | But Not For Me                                                                                | Decca 23309     | 1953      | Go Home, Joe / Heartbroken                                                        | Columbia 40023                    |
| 1944      | Over the Rainbow / I May Be Wrong (But I Think You're Wonderful)                              | V-Disc 335-A    | 1954      | The Man That Got Away / Here's What I'm Here For                                  | Columbia 40270                    |
| 1943      | Bidin' My Time / I've Got Rhythm                                                              | Decca 23310     | 1956/1955 | Maybe I'll Come Back / Over the Rainbow                                           | Capitol 6128                      |
| 1943      | No Love, No Nothin' / A Journey to a Star                                                     | Decca 18484     | 1957      | It's Lovely to Be Back Again in London / By Myself                                | EMI-CL 14791 (wydanie brytyjskie) |
| 1944      | Meet Me in St. Louis / Skip to My Lou                                                         | Decca 23360     | 1961      | Zing! Went the Strings of My Heart / Rockabye Your Baby                           | Capitol 4624                      |
| 1944      | The Trolley Song / Boys and Girls Like You and Me                                             | Decca 23361     | 1961      | San Francisco / Chicago                                                           | Capitol 6125                      |
| 1944      | Have Yourself a Merry Little Christmas / The Boy Next Door                                    | Decca 23362     | 1961/1956 | The Man That Got Away / April Showers                                             | Capitol 6126                      |
| 1944      | The Trolley Song / Meet Me in St. Louis, Louis                                                | Decca 25494     | 1961      | Swanee / That's Entertainment                                                     | Capitol 6129                      |
| 1945/1944 | Yah-Ta-Ta, Yah-Ta-Ta (Talk, Talk, Talk) / You've Got Me Where You Want Me (z Bingiem Crosbym) | Decca 23410     | 1961      | Come Rain or Come Shine / Rockabye Your Baby                                      | Capitol 6127                      |
| 1945/1944 | Connecticut / Mine (z Bingiem Crosbym)                                                        | Decca 23804     | 1961      | Sweet Danger / Comes Once in a Lifetime                                           | Capitol 4656                      |
| 1945      | On The Atchison, Topeka and the Santa Fe / If I Had You                                       | Decca 23436     | 1962      | Little Drops of Rain / Paris Is a Lonely Town                                     | Warner Bros. 5310                 |
| 1944/1945 | Have Yourself a Merry Little Christmas / You’ll Never Walk Alone                              | Decca 9-29295   | 1963      | Hello Bluebird / I Could Go On Singing                                            | Capitol 4938                      |
| 1944/1945 | The Boy Next Door / Smilin' Through                                                           | Decca 9-29296   | 1965      | Hello Dolly / He's Got the Whole World in His Hands (z Lizą Minnelli)             | Capitol 5497                      |